# كرايسلر تي في-8
كرايسلر تي في-8 كرايسلر تي في-8 هو مشروع تصميم دبابة من قبل شركة كرايسلر في الخمسينيات من القرن العشرين،  كان الهدف منها أن تكون دبابة متوسطة تعمل بالطاقة النووية، مجهزة للقتال في الحرب البرمائية